# Unchanging Love -君がいれば-
Unchanging Love ～君がいれば～（アンチェンジング ラブ きみがいれば）は、JYONGRIの5thシングル。

## 概要
- 2008年5月のKDDILISMO CMソング。
- 本作で2度目の『ミュージックステーション』に出演した。
- 初めて初動売上が1万枚を超えた。（累計売上2万2千枚）

## 収録曲
1. Unchanging Love ～君がいれば～
  - 作詞･作曲: JYONGRI　編曲: Alex Richbourg/本田優一郎
2. Trust & Try
  - 作詞･作曲: JYONGRI　編曲: 鳥山雄司
3. YOUR SONG
  - 作詞: バーニー・トーピン　作曲: エルトン・ジョン　編曲: ダム
4. Unchanging Love ～君がいれば～ (Inntrumental)
5. Trust & Try (Intrumental)